# Domenico Tempesti
Domenico Tempesti o Domenico de Marchis detto "Il Tempestino", (Firenze, 1652 – 1718) è stato un incisore, pittore barocco italiano della scuola fiorentina.

## Biografia
Domenico Tempesti è stato allievo di Baldassare Franceschini detto il Volterrano e di Robert Nanteuil a Parigi.
È stato soprattutto un incisore di ritratti.

## Opere
- Tre pastelli, Galleria Palatina di Palazzo Pitti, Firenze.
- Ritratto di Cosimo III Granduca di Toscana (1717),
- In riva al mare al sol levante (1688)
- Paesaggio d'Arcadia,
- Domenico Tempesti e i discorsi sopra l'intaglio ed ogni sorte d'intagliare in rame da lui provate e osservate dai più grand'huomini di tale professione"Biblioteca nazionale marciana"